# HD 30557
HD 30557，又名BD+48 1162，SAO 39799、HR 1535，是一颗恒星，视星等为5.66，位于銀經157.78，銀緯2.79，其B1900.0坐标为赤經4h 43m 38s，赤緯+48° 2.79′ 5″。